# Böhme (Familienname)
Böhme oder Boehme ist ein Familienname.

## Namensträger

### A
- Aaron Boehme (* 1989), US-amerikanischer American-Football-Spieler
- Adolf Böhme (1816–1892), deutscher Pädagoge und Schulbuchautor
- Albert von Böhme (1804–1886), deutscher Opernsänger (Tenor) und Gesangspädagoge
- Albert Böhme (Schriftsteller) (Pseudonym Karl Tornow; 1821–1874), deutscher Rittergutsbesitzer und Schriftsteller
- Albert Böhme (Fabrikant) (1870–1947), deutscher Schokoladenfabrikant
- Alfons Meier-Böhme (1897–1969), deutscher Komponist, Dirigent und Musikpädagoge
- Alfred Böhme (Statistiker) (1877–nach 1910), deutscher Statistiker
- Alfred Böhme (Maler) (1881–?), deutscher Maler
- Andy Böhme (* 1970), deutscher Skeletonpilot
- Anna-Marie Böhme, Schauspielerin
- Anton Wilhelm Böhme (1673–1722), deutscher Pädagoge und Prediger
- Arthur Böhme (1878–1962), deutscher Mediziner

### B
- Baldur Böhme (1932–2008), deutscher Komponist, Violinist, Dirigent
- Barbara Boehme (1918–2003), deutsche Wohltäterin
- Bernfried Böhme (?–1953), deutscher Violoncellist
- Brigitte Boehme (* 1940), deutsche Juristin und Kirchenfunktionärin
- Bruno Emil Böhme (1854–1891), deutscher Lehrer und Schriftsteller

### C
- Carl Böhme (1842–1904), deutscher Jurist und Politiker, MdR
- Carl Gotthelf Böhme (1785–1855), deutscher Musikverleger, Musikalienhändler und Tabakfabrikant
- Catharina Böhme (* 1976), deutsche Medizinerin, Biochemikerin und die Stabschefin der Weltgesundheitsorganisation
- Cathrin Böhme (* 1964), deutsche Journalistin und Fernsehmoderatorin
- Christa Böhme (1940–1991), deutsche Malerin
- Claus Reichert-Böhme (* 1949), deutscher Maler und Objektkünstler
- Curt Böhme (1889–1968), deutscher Politiker

### D
- Detlef Böhme (* 1963), deutscher Handballspieler
- Diethard Böhme (* 1941), kanadischer Chemiker

### E
- Emil Böhme (Politiker) (1873–1930), deutscher Politiker
- Emil Paul Böhme (1838–1894), deutscher Baustoffkundler
- Emilio Böhme (1877–1921), deutscher Landrat
- Erdmann Werner Böhme (1906–1992), deutscher Verkehrs- und Musikwissenschaftler
- Erich Böhme (Offizier) (1863–1943), deutscher Generalleutnant
- Erich Böhme (Architekt) (1925–2001), deutscher Architekt und Bauingenieur
- Erich Böhme (1930–2009), deutscher Journalist und Fernsehmoderator
- Ernst Böhme (Pfarrer) (1862–1941), deutscher evangelischer Geistlicher und Kirchenliederdichter
- Ernst Böhme (Theologe) (1871–1901), deutscher protestantischer Theologe
- Ernst Böhme (Politiker) (1892–1968), deutscher Politiker (SPD)
- Ernst Böhme (Historiker) (* 1956), deutscher Stadtarchivar und Museumsleiter (Städtisches Museum Göttingen)
- Erwin Böhme (1879–1917), deutscher Jagdflieger

### F
- Farideh Akashe-Böhme (1951–2008), iranisch-deutsche Autorin
- Franz Böhme (Offizier) (1885–1947), österreichischer General
- Franz Fürchtegott Böhme (1856–1932), deutscher Jurist, Politiker und Kirchenfunktionär
- Franz Magnus Böhme (1827–1898), deutscher Komponist, Volksliedforscher und Hochschullehrer
- Friedrich Böhme (Maler) (1898–1975), deutscher Maler
- Friedrich Böhme (Marineoffizier) (1899–1984), deutscher Kapitän zur See der Kriegsmarine
- Friedrich Böhme (Verleger) (1901–1980), deutscher Verleger
- Fritz Böhme (Autor) (1881–1952), deutscher Kulturjournalist
- Fritz Böhme (Bildhauer) (1948–2013), deutscher Bildhauer

### G
- Georg Böhme (Verwaltungsbeamter) (1864–1936), deutscher Jurist und sächsischer Staatsbeamter
- Georg Böhme (Politiker) (1926–2016), deutscher Verwaltungsbeamter und Politiker (CDU)
- Gerd Böhme (1899–1978), deutscher Maler
- Gernot Böhme (1937–2022), deutscher Philosoph
- Gert Böhme (1930–1994), deutscher Mathematiker und Logiker
- Günter Böhme (Politiker, 1925) (1925–2006), deutscher Jurist, Manager und Politiker (CDU), MdB
- Günter Böhme (Maler) (* 1940), deutscher Maler und Grafiker
- Günter Böhme (Politiker, 1943) (* 1943), deutscher Politiker (SED)
- Gunter Böhme (* 1939), deutscher Fußballtrainer
- Günther Böhme (1923–2016), deutscher Philosoph

### H
- Hans Böhme (Maler) (1905–1982), deutscher Maler
- Hans Böhme (Fußballspieler), deutscher Fußballspieler
- Hans-Joachim Böhme (SS-Mitglied) (1909–1968), deutscher SS-Standartenführer und Polizeikommandeur
- Hans-Joachim Böhme (Parteifunktionär) (1929–2012), deutscher Parteifunktionär (SED), Mitglied des Politbüros
- Hans-Joachim Böhme (Politiker) (1931–1995), deutscher Politiker (SED), Minister für Hoch- und Fachschulwesen
- Hartmut Böhme (* 1944),  deutscher Kultur- und Literaturwissenschaftler
- Heinrich Böhme (Kaufmann, 1843) (Heinrich David Böhme; 1843–1907), deutscher Kaufmann und Politiker
- Heinrich Böhme (Kaufmann, 1870) (1870–1945), deutscher Kaufmann
- Heinrich Böhme (Fabrikant) (1884–1965), Schweizer Fabrikant
- Heinz Böhme (* 1929), deutscher Generalmajor der Luftstreitkräfte der Nationalen Volksarmee
- Heinz-Jürgen Böhme (* 1952), deutscher Künstler und Publizist
- Heinz R. Böhme (* 1932), deutsch-österreichischer Mediziner und Sammler
- Helmut Böhme (Politiker) (1902–1945), deutscher Politiker (NSDAP)
- Helmut Böhme (Agrarwissenschaftler) (1929–2015), deutscher Agrarwissenschaftler und Genetiker
- Helmut Böhme (Historiker) (1936–2012), deutscher Historiker und Hochschullehrer
- Helmut Böhme (Physiker) (1937–2011), deutscher Ingenieur und Hochschullehrer für Hochspannungsgeräte
- Herbert Böhme (Superintendent) (1879–1971), deutscher Theologe
- Herbert Böhme (Schriftsteller) (1907–1971), deutscher Schriftsteller und Kulturfunktionär
- Herbert Böhme (Politiker) (1907–1990), deutscher Politiker (SPD), Mitglied der Stadtverordnetenversammlung von Groß-Berlin
- Herbert Böhme (Botaniker) (1944–2003), deutscher Botaniker, Biochemiker, Pflanzenphysiologe und Hochschullehrer
- Herbert A. E. Böhme (1897–1984), deutscher Schauspieler und Hörspielsprecher
- Hermann Böhme (Jurist) (1866–1937), deutscher Jurist und Hochschullehrer für Bergrecht an der Bergakademie Freiberg
- Hermann Böhme (Politiker) (1868–1919), deutscher Politiker (Konservativer Landesverein)
- Hermann Böhme (General) (1896–1968), deutscher Generalleutnant
- Hilde Böhme-Burkhardt (1915–1963), deutsche Malerin und Grafikerin
- Hildegard Böhme (Lehrerin) (1884–1943), deutsche Lehrerin und Sozialarbeiterin
- Hildegard Böhme (Malerin) (1907–1993), deutsche Malerin
- Holger Böhme (Basketballspieler) (* 1959), deutscher Basketballspieler
- Holger Böhme (* 1965), deutscher Autor, Hörspiel- und Theaterregisseur
- Horst Böhme (Chemiker) (1908–1996), deutscher Chemiker
- Horst Böhme (SS-Mitglied) (1909–1945), deutscher SS-Oberführer
- Horst Wolfgang Böhme (* 1940), deutscher Archäologe

### I
- Ibrahim Böhme (1944–1999), deutscher Politiker
- Irene Böhme (* 1933), deutsche Schriftstellerin und Journalistin (eigentlich Irene Bartsch)

### J
- Jakob Böhme (1575–1624), deutscher Mystiker
- Jenny Böhme (* 1983), deutsche Unternehmerin, Autorin und Foodbloggerin
- Johann Böhme (Bildhauer) (auch Johann Böhm; 1595–1667), deutscher Bildhauer
- Johann August Böhme (1766–1847), deutscher Musikverleger und Musikalienhändler
- Johann Friedrich Böhme (* 1940), deutscher Mathematiker und Informatiker
- Johann Georg Böhme (1730–1804), deutscher Kaufmann und Politiker, Bürgermeister von Lübeck
- Johann Gottlob Böhme (1717–1780), deutscher Historiker
- Johann Heinrich Böhme der Ältere (1636–1680), deutscher Bildhauer und Bildschnitzer
- Johann Heinrich Böhme der Jüngere (1663–um 1694), deutscher Bildschnitzer
- Johann Hinrich Böhme († 1701), deutscher Baumeister
- Johann Michael Gottlob Böhme (1772–1850), deutscher Orgelbauer
- Jörg Böhme (* 1974), deutscher Fußballspieler
- Julia Boehme (* 1966), deutsche Kinderbuchautorin
- Jürgen Böhme (* 1955), deutscher Kirchenmusiker und Dirigent

### K
- Karin Böhme-Dürr (1949–2004), deutsche Kommunikations- und Medienwissenschaftlerin
- Karl Böhme (Politiker) (1877–1940), deutscher Politiker (DDP) und Bauernfunktionär
- Karl Böhme (Widerstandskämpfer) (1914–1943), deutscher Widerstandskämpfer
- Karl-Heinz Böhme (* 1921), deutscher Künstler
- Karl Ludwig Böhme (1803–1869), deutscher Verwaltungsbeamter und Politiker, MdL Baden
- Karl Theodor Boehme (1866–1939), deutscher Maler
- Katja Boehme (* 1961), deutsche Religionspädagogin und Hochschullehrerin
- Klaus Böhme (1948–2010), deutscher Historiker
- Kurt Böhme (Journalist) (1897–1959), deutscher Journalist
- Kurt Böhme (Sänger) (1908–1989), deutscher Opernsänger (Bass)
- Kurt Böhme (Politiker) (1913–1991), deutscher Politiker (SED)
- Kurt W. Böhme (1914–??), deutscher Historiker und Schriftsteller

### L
- Lia Böhme (* 2005), deutsche Skispringerin
- Lothar Böhme (* 1938), deutscher Maler
- Ludwig Böhme (* 1979), deutscher Sänger und Chordirigent
- Lutz Böhme (1926–2006), deutscher Journalist und Verleger

### M
- Madelaine Böhme (* 1967), deutsche Geowissenschaftlerin, Paläontologin und Hochschullehrerin
- Marco Böhme (* 1990), deutscher Student und Landtagsabgeordneter
- Marcus Böhme (* 1985), deutscher Volleyballspieler
- Margarete Böhme (1867–1939), deutsche Schriftstellerin
- Maria Böhme (* 1956), deutsche Schauspielerin und Synchronsprecherin
- Marita Böhme (* 1939), deutsche Schauspielerin
- Martin Heinrich Böhme (1676–1725), deutscher Baumeister
- Matthias Böhme (* 1987), deutscher Volleyballspieler
- Max Böhme (1870–1925), deutscher Architekt
- Michael Boehme (Pädagoge) (1542–1616), deutscher Pädagoge
- Michael Böhme (Maler) (* 1943), deutscher Maler

### O
- Olaf Böhme (1953–2019), deutscher Kabarettist und Schauspieler
- Oskar Böhme (1870–1938), deutsch-russischer Trompeter und Komponist
- Oskar Böhme (Werftinhaber) (?–1968), Inhaber der Böhmewerft in Cuxhaven
- Otto Böhme (1860–1952), deutscher Brauereiunternehmer
- Otto Böhme (1876–1956), deutscher Politiker

### P
- Paul Boehme (1838–nach 1903), deutscher Lehrer, Bibliothekar und Heimatforscher
- Peter Böhme (Ingenieur) (* 1936), deutscher Ingenieur, Werkstoffwissenschaftler und Hochschullehrer
- Peter Böhme (Maueropfer) (1942–1962), deutsches Todesopfer an der Berliner Mauer

### R
- Rainer Böhme (* 1943), deutscher Militärwissenschaftler
- Ralf Böhme (Grafiker) (* 1956), deutscher Grafiker und Karikaturist
- Ralf Böhme (Musiker) (* 1963), deutscher Musikproduzent und Komponist
- Ralf Böhme (Handballspieler) (* 1972), deutscher Handballspieler und -trainer
- Ralf Böhme (Politiker) (* 1973), deutscher Politiker (BSW)
- Reinhold Böhme (1944–2000), deutscher Mathematiker
- Richard Theodor Böhme (1808–1898), deutscher Lehrer und Schulrektor
- Rolf Böhme (1934–2019), deutscher Jurist und Politiker (SPD), Oberbürgermeister von Freiburg im Breisgau
- Rudolf Böhme (Bibliothekar) (1907–1980), deutscher Bibliothekar und Buchhändler
- Rudolf Böhme (Mediziner) (1916–2002), deutscher Neurologe und Psychiater
- Rudolf Böhme (Fußballspieler) (* 1928), österreichischer Fußballspieler
- Rudolf Böhme (Landrat) (* 1887), deutscher Jurist, Amtshauptmann und Landrat

### S
- Simone Böhme (* 1991), dänische Handballspielerin
- Susanna Böhme-Kuby (* 1947), deutsche Literaturwissenschaftlerin und Publizistin

### T
- Theodor Böhme (Maler) (1810–1886), deutscher Maler
- Theodor Böhme (1898–1980), deutscher Unternehmer und Politiker
- Thomas Böhme (Schriftsteller) (* 1955), deutscher Schriftsteller, Lyriker, Herausgeber und Fotograf
- Thomas Böhme (Mathematiker) (* 1957), deutscher Mathematiker und Hochschullehrer
- Thomas Böhme (Fußballspieler, 14. Juni 1966) (* 1966), deutscher Fußballtorwart (BFC Dynamo)
- Thomas Böhme (Fußballspieler, 15. Juni 1966) (* 1966), deutscher Fußballspieler (VfB Lichterfelde)
- Thomas Böhme (Rollstuhlbasketballspieler) (* 1991), deutscher Rollstuhlbasketballspieler
- Timo Böhme (* 1963), deutscher Politiker
- Traugott Böhme (1884–1954), deutscher Pädagoge und Archivar

### U
- Ullrich Böhme (* 1956), deutscher Organist
- Ulrich Böhme (Künstler) (* 1936), deutscher Architekt, Produktdesigner und Münzgestalter
- Ulrich Böhme (Politiker) (1939–1996), deutscher Pädagoge und Politiker (SPD)
- Uwe Böhme (* 1962), deutscher Chemiker und Buchautor

### V
- Volker Boehme-Neßler (* 1962), deutscher Rechtswissenschaftler und Professor
- Volkmar Böhme (* 1944), deutscher Gewerkschafter

### W
- Walter Böhme (Theologe) (1891–1972), deutscher Theologe und Prediger
- Walter Böhme (Fußballspieler) (1919–??), deutscher Fußballspieler und -trainer
- Walter Böhme (Stifter) (1923–2008), deutscher Büchersammler und Stifter
- Walter Böhme (Staatssekretär), deutscher Staatssekretär
- Walther Böhme (1884–1952), deutscher Organist, Komponist und Dirigent
- Walther Theodor Böhme (1858–1909), deutscher Lehrer, Bibliothekar und Heimatforscher
- Werner Böhme (1902–1973), deutscher Arzt und Hochschullehrer
- Wilhelm Böhme (1895–1978), deutscher Politiker (SPD, USPD, KPD, SED), MdL Mecklenburg-Schwerin
- Wilhelm Boehme-Brauer (1875–??), deutscher Maler
- Wilhelm-Rüdiger Böhme (* 1939), deutscher Leichtathlet
- Wolfgang Böhme (Theologe) (1919–2010), deutscher Theologe
- Wolfgang Böhme (Zahnmediziner) (1926–2004), deutscher Mediziner
- Wolfgang Böhme (Meteorologe) (1926–2012), deutscher Meteorologe
- Wolfgang Böhme (Zoologe) (* 1944), deutscher Zoologe
- Wolfgang Böhme (Handballspieler) (* 1949), deutscher Handballspieler und -trainer
- Wolfram Böhme (1937–2011), deutscher Lyriker und Mundartdichter

### Y
- Yann Böhme (* 1997), deutscher Volleyballspieler